# Kanton Spincourt
Spincourt is een voormalig kanton van het Franse departement Meuse. Het kanton maakte deel uit van het arrondissement Verdun.
Het kanton is in maart 2015 opgeheven en met de gemeenten werd samen met de gemeenten Foameix-Ornel, Lanhères, Morgemoulin en Rouvres-en-Woëvre van het kanton Étain een nieuw kanton Bouligny gevormd.

## Gemeenten
Het kanton Spincourt omvatte de volgende gemeenten:
- Amel-sur-l'Étang
- Arrancy-sur-Crusnes
- Billy-sous-Mangiennes
- Bouligny
- Dommary-Baroncourt
- Domremy-la-Canne
- Duzey
- Éton
- Gouraincourt
- Loison
- Mangiennes
- Muzeray
- Nouillonpont
- Pillon
- Rouvrois-sur-Othain
- Saint-Laurent-sur-Othain
- Saint-Pierrevillers
- Senon
- Sorbey
- Spincourt (hoofdplaats)
- Vaudoncourt
- Villers-lès-Mangiennes